# MisterWives
MisterWives est un groupe de musique américain basé à New York. La chanteuse est Mandy Lee, le percussionniste Etienne Bowler, bassiste  William Hehir, guitariste Marc Campbell, multi-instrumentiste Jesse Blum, et saxophoniste Mike Murphy. Le groupe est signé par le label Photo Finish. Le premier EP du groupe est Reflections, sorti en 2014. Leurs chansons Vagabond et Our Own House sont respectivement utilisées pour le générique de la série télévisée Finding Carter de MTV et pour une publicité de la marque Weight Watchers.

## Discographie

### Studio albums
- « Our Own House » (2015)
- « Connect the Dots » (2017)
- « SUPERBLOOM » (2020)

### EP
- Reflections (2014)
- Spotify Sessions (2014)

### Singles
- 'Reflections (2014)
- Vagabond (2014)
- Our Own House (2015)